# Список заслуженных мастеров спорта СССР (водное поло)
Список неполон, поскольку полных данных в открытых источниках нет.
| 1946 год |                               |            |                         |           |                 |                                      |
| 1        | Родимцев Иван Павлович        | ??.??.1946 | 09.02.1906 — ??.??.1983 | Москва    | ГЦОЛИФК         |                                      |
| 1947 год |                               |            |                         |           |                 |                                      |
| 1        | Кистяковский Андрей Юльевич   | ??.??.1947 | ??.??.???? — ??.??.???? | Москва    | ЦДКА            |                                      |
| 1948 год |                               |            |                         |           |                 |                                      |
| 1        | Столбов Николай Фёдорович     | ??.11.1948 | ??.??.1906 — ??.??.1993 | Ленинград | «Зенит»         |                                      |
| 1951 год |                               |            |                         |           |                 |                                      |
| 1        | Дулинец Виталий Витальевич    | ??.03.1951 | 12.04.1914 — 01.12.1990 |           | Советская Армия |                                      |
| 2        | Кокорин Лев Александрович     | ??.03.1951 | 19.08.1918 — 01.02.1989 |           | Советская Армия |                                      |
| 3        | Простяков Николай Иванович    | ??.12.1951 | ??.??.1921 — ??.??.1988 |           | Советская Армия |                                      |
| 4        | Семёнов Евгений Александрович | ??.12.1951 | 21.12.1920 — ??.12.1988 |           | Советская Армия |                                      |
| 1955 год |                               |            |                         |           |                 |                                      |
| 1        | Гойхман Борис Абрамович       | ??.05.1955 |                         |           | Советская Армия |                                      |
| 1957 год |                               |            |                         |           |                 |                                      |
| 1        | Мшвениерадзе Пётр Яковлевич   | ??.02.1957 |                         | Москва    | «Динамо»        |                                      |
| 1960 год |                               |            |                         |           |                 |                                      |
| 1        | Куренной Вячеслав Григорьевич | ??.11.1960 |                         | Москва    | «Буревестник»   | (снято в 1964, восстановлено в 1965) |

## 1960
- Гвахария, Нодар Валерьянович

## 1964
- Агеев, Виктор Иванович
- Грабовский, Игорь Владимирович
- Гришин, Борис Дмитриевич
- Кузнецов, Николай Алексеевич
- Осипов, Леонид Михайлович
- Семёнов, Владимир Викторович

## 1970
- Баркалов, Алексей Степанович
- Гуляев, Вадим Владимирович
- Долгушин, Александр Иванович
- Шидловский, Александр Георгиевич

## 1972
- Акимов, Анатолий Иванович
- Древаль, Александр Константинович
- Жмудский, Владимир Владимирович
- Кабанов, Александр Сергеевич
- Шляпин, Юрий Александрович

## 1975
- Мельников, Николай Андреевич
- Романчук, Виталий Борисович
- Родионов, Александр Владимирович

## 1980
- Акимов, Владимир Иванович
- Гришин, Евгений Борисович
- Иванов, Михаил Владимирович
- Котенко, Сергей Владимирович
- Мшвениерадзе, Георгий Петрович
- Рийсман, Майт Аугустович
- Собченко, Вячеслав Георгиевич
- Шагаев, Эркин Максудович
- Шаронов, Евгений Константинович

## 1981
- Иселидзе, Владимир Иванович (? Леванович) 1948

## 1982
- Вдовин, Алексей Владимирович
- Гиоргадзе, Михаил Ревазович
- Мендыгалиев, Нурлан Жайбергенович
- Смирнов, Николай Александрович

## 1986
- Наумов, Сергей Михайлович

## 1988
- Маркоч, Сергей Иванович
- Пушкарёв, Валерий Васильевич 7.8.1941

## год присвоения неизвестен
- Гильд, Абрам Петрович 24.12.1908 — ??.05.1980
- Колотов, Александр Станиславович (? 1992)
- Попов, Борис Никитич
- Скок, Вячеслав Александрович
- Чигирь, Александр Альбертович (? 1992)
- Штеллер, Иван Павлович 1908 — ?.04.1984 (? 1952)
- Коузов, Пётр Аркадьевич 1907 — ?
- Романов, Виктор